# 罗杰斯奥腹菌
罗杰斯奥腹菌（学名：Octaviania rogersii）是属于牛肝菌目牛肝菌科奥腹菌属的一种担子菌。该种分布于中国、美国等地。